# اندام‌زایی

گیاهچه‌های خیار کشت شده در شرایط آزمایشگاهی آسپتیک اندام زایی شده از ریزنمونه‌های مریستم آپیکال شاخساره روی محیط کشت Murashige-Scoog همراه با سیتوکینین 6-بنزیلامین‌پورین در غلظت 1 میلی‌گرم در لیتر

در جانداران، نخستین نشانه تشکیل اندام‌های جنینی را اندام‌زایی یا اُرگانوژنز (organogenesis) می‌گویند.
موجود در حال شکل‌گیری تا پایان روند اندام‌زایی رویان و جنین خوانده می‌شود.
اندام‌زایی عمل رویش اندام از گونه‌های مختلف بافت است، بافت‌هایی که میان یک‌دیگر دارای اعمال یک‌سان یا همانند هستند. 
این اندام‌ها به نوبه خود معمولاً به دستگاه‌های زیستی مختلفی (مثلاً دستگاه گوارشی) تقسیم می‌شوند.
اندام‌زایی در اصل فرایندی است که به وسیلهٔ آن برون‌پوست، درون‌پوست و میان‌پوست به صورت یک اندام یک‌پارچه ادغام می‌شوند.
در گیاهان ریشه‌زایی، ساقه‌زایی و برگ‌زایی از انواع اندام‌زایی هستند.
در انسان، از نظر علمی هفته سوم تا هشتمی که فرد در بدن مادرش است (بارداری) را دوران رویانی یا اندام‌زایی می‌گویند و از ماه سوم تا تولد را دوران جنینی می‌گویند.